# (6216) San Jose
(6216) San Jose – planetoida z pasa głównego planetoid okrążająca Słońce w ciągu 4,57 lat w średniej odległości 2,75 au. Odkryta 30 września 1975 roku. Przed nadaniem nazwy planetoida nosiła oznaczenie tymczasowe (6216) 1975 SJ.